# Centre Catalanista de Girona
El Centre Catalanista de Girona fou una entitat fundada el 1894 per Joaquim Botet i Sisó, amb la intenció de promoure un catalanisme que anés més enllà de la simple promoció de la cultura, i que es federà dins la Unió Catalanista.
Antecedent immediat de la creació del centre fou a voluntat d'iniciar una campanya de suport pels membres de la Unió després de la renuncia del bisbe Josep Morgades (1826-1901) d'acceptar la promoció com a arquebisbe de Burgos. En la primera junta directiva de l'entitat, hi figuraren noms com els de Joan Vinyas, Josep Morató, Joan B. Torrella, Pere Ramió, Esteve Forest i juli Laverny. Els primers dos anys Botet va hostatjar el centre a casa seva. Un primer local del Centre es va situar a la plaça de l'Oli, després se situa al Cafè de l'Havana.
Entre d'altres, s'hi pronunciaren conferències. El 1897, hi tingué lloc una de la darreres assemblees de la Unió Catalanista. A part de les activitats que es realitzaven al centre, cal tenir en compte que la premsa era l'activitat més important d'aquesta entitat. Lo Geronés, fundat el 1894, va ser l'òrgan de premsa del Centre Catalanista, i es publicava setmanalment. Al Centre Catalanista, també hi hagué altres publicacions com Lo Regionalista (1897), La Nació Catalana (1898), Butlletí de la Lliga Catalanista de Girona (1901) i l'Enderroch (1902).
A la comarca del Gironès, també existiren entitats semblants, com van ser l'Agrupació Catalanista de Bordils, constituïda el 1899 o l'Agrupació Catalanista 1714 de Celrà, constituïda el 1900 de la mà d'Alfons Alzina.
El novembre de 1899, hi hagué una controvèrsia sobre l'ús de la llengua catalana, quan l'alcalde Manuel Català, del grup conservador, no permeté al regidor carlí Pere Ramió d'expressar-se en català. La resposta del públic assistent, la major part d'ells membres del Centre Catalanista, fou manifestar-se a favor del regidor Ramió. La protesta acabà amb incidents, i el desallotjament de la sala per part de les forces de l'ordre. Arran d'aquest episodi, l'ajuntament aprovà per unanimitat una proposta sobre l'ús de la llengua catalana.
El Centre Catalanista de Girona i les entitats de la comarca, van contribuir essencialment en fundar i consolidar la Lliga Regionalista, amb figures com Francesc Montsalvatge i Fosas, Santiago Masó i Valentí, Francesc Coll i Turbau i Joan Vinyas